# Trachymyrmex zeteki
Trachymyrmex zeteki är en myrart som beskrevs av Weber 1940. Trachymyrmex zeteki ingår i släktet Trachymyrmex och familjen myror. Inga underarter finns listade i Catalogue of Life.